# التهاب التامور
يُعد التهاب التأمور (بالإنجليزية: Pericarditis)‏ التهابًا يصيب التأمور (الكيس الليفي المحيط بالقلب). تشمل الأعراض عادة ألمًا صدريًا حادًا ومفاجئًا، قد ينتشر أيضًا إلى الكتفين أو الرقبة أو الظهر. عادةً ما تخف حدة الألم عند الجلوس وتزيد عند الاستلقاء أو التنفس بعمق. تشمل أعراض التهاب التأمور الحمى والضعف وخفقان القلب وضيق النفس. يُذكر أن ظهور الأعراض قد يكون تدريجيًا أحيانًا وليس مفاجئًا.
غالبًا ما يظل سبب التهاب التأمور غير معروف، لكن الاعتقاد السائد يقول إنه يرجع في أغلب الحالات إلى عدوى فيروسية. تشمل الأسباب الأخرى كلًا من العدوى البكتيرية مثل السل والتهاب التأمور اليوريمي والنوبات القلبية والسرطان واضطرابات المناعة الذاتية ورضوض الصدر. يعتمد التشخيص على وجود الألم الصدري، وملاحظة الاحتكاك التأموري بالإصغاء، وتغيرات محددة في مخطط كهربية القلب (إي سي جي)، وتجمع السوائل حول القلب. قد تعطي النوبة القلبية أعراضًا مشابهة لأعراض التهاب التأمور.
يكون العلاج في معظم الحالات بمضادات الالتهاب غير الستيرويدية، إما مع الكولشيسين المضاد للالتهابات أو دونه؛ يمكن إعطاء الستيرويدات عند تعذر استخدامهما. تتحسن الأعراض عادة في غضون أيام قليلة إلى أسابيع، لكنها قد تستمر أشهرًا في بعض الأحيان. تشمل المضاعفات الدكاك القلبي والتهاب عضلة القلب والتهاب التأمور المضيّق. إن التهاب التأمور سبب غير شائع لألم الصدر، إذ يصيب 3 أشخاص من كل 10,000 شخص سنويًا، ويُعد أكثر شيوعًا عند الذكور الذين تتراوح أعمارهم بين 20 و50 عامًا. يُذكر أن الإصابة تنكس في نحو 30٪ من المصابين.

## العلامات والأعراض
يتميز ألم التهاب التأمور بكونه ألمًا موضعًا تحت القص أو ألمًا بركيًا جنبيًا، مع انتشاره إلى حافة العضلة شبه المنحرفة (الجزء السفلي من لوح الكتف على الظهر). يخف الألم عادةً من طريق الجلوس أو الانحناء للأمام، ويزداد سوءًا بالاستلقاء أو بالشهيق (التنفس). قد يشبه الألم ألم الذبحة الصدرية، لكنه يختلف في تغير مكان الألم مع تغير وضعية الجسم، في حين أن ألم النوبة القلبية يكون ثابتًا وضاغطًا عمومًا. تشمل أعراض التهاب التأمور الأخرى السعال الجاف والحمى والتعب والقلق.
نظرًا إلى تشابهه مع ألم احتشاء عضل القلب (النوبة القلبية)، قد يُشخص التهاب التأمور بصورة خاطئة على أنه نوبة قلبية. يسبب احتشاء عضل القلب الحاد أيضًا التهاب التأمور أحيانًا، لكن الأعراض المستعلنة غالبًا ما تختلف بما يكفي لوضع التشخيص. ينظم الجدول التالي التجليات السريرية لالتهاب التأمور واحتشاء عضل القلب:
| الخصائص         | التهاب التأمور                                                                            | احتشاء عضل القلب                                                                                |
| وصف الألم       | ألم حاد جنبي أو موضع خلف القص (تحت القص) أو بركي (أيسر الصدر).                            | ألم طاحن ضاغط ثقيل يُوصف كأن «فيلًا يضغط على الصدر».                                              |
| الانتشار        | ينتشر الألم إلى حافة العضلة شبه المنحرفة (أي إلى الجزء الأسفل من لوح الكتف)، أو لا ينتشر. | ينتشر الألم إلى الفك أو الذراع الأيسر، أو لا ينتشر.                                             |
| علاقته بالجهد   | لا يتغير بالجهد.                                                                          | قد يزيد الألم.                                                                                  |
| علاقته بالوضعية | يسوء بالاستلقاء أو بالشهيق.                                                               | لا يتعلق بالوضعية.                                                                              |
| البدء/المدة     | ألم مفاجئ يستمر ساعات أو أيام أحيانًا قبل حضور المريض إلى غرفة الإسعاف.                    | ألم مفاجئ أو يتفاقم بصورة مزمنة، يكون انتيابيًا أو يستمر ساعات قبل حضور المريض إلى غرفة الإسعاف. |

### الفحص البدني
يمثل الاحتكاك الذي يسمعه الطبيب بالإصغاء خلال الفحص القلبي الوعائي العلامة الكلاسيكية لالتهاب التأمور، وعادة ما يكون على الحافة القصية اليسرى السفلية. تشمل العلامات الجسدية الأخرى الشعور بالضيق، وألم الصدر، والتعرق الغزير؛ احتمالية حدوث قصور قلبي على شكل اندكاك تأموري يسبب ظهور النبض المتناقض، وثلاثية بيك المكونة من انخفاض ضغط الدم (بسبب انخفاض النتاج القلبي)، وخفوت أصوات القلب، وانتفاخ الوريد الوداجي (جيه في دي). 

## العامل الممرض
1- التهابي:
- فيروسي خاصةً بفيروسات كوكساكسي Coxsackie.
- جرثومي خاصةً بالمكورات الرئوية pneumococcus وعصيات السل Tuberculosis.
- فطري.

2- أسباب أخرى:
- مجهول السبب Idiopathic.
- مناعي Immunologic.
- الرضوض Trauma.
- اليوريميا Uremia.
- خباثات Malignancy.
- تأثيرات جانبية لبعض الأدوية مثل (isoniazid, cyclosporine, hydralazine).
- التشعيع Radiation.
- تسلخ الأبهر Aortic dissection.
- استخدام التتراسكلينات الدوائية Tetracyclines.
- المتلازمة التالية لبضع التامور Postpericardiotomy.

## الأعراض والعلامات
العرض الرئيس ألم صدري يزداد بالاستلقاء للخلف ويخف بوضعية نصف الجلوس، ويزداد بالسعال أو بالتنفس.
تشاهد أعراض مرافقة مثل: الحمى - سعال - تعب - قشعريرة.

## التشخيص
- الأعراض والعلامات.
- صوت احتكاك بالسماعة.
- تخطيط القلب الكهربائي.
- الأمواج فوق الصوتية (الأيكو).
- زرع الدم.
- تحاليل دموية شاملة.

## المضاعفات
- انصباب التامور Pericardial effusion.
- التهاب التامور العاصر Constrictive pericarditis.
- سطام قلبي Cardiac tamponade.

## العلاج
المعالجة حسب السبب ففي الحالات المناعية والمجهولة السبب تعطى مضادات الالتهاب غير الستيروئيدية non-steroidal anti-inflammatory، اما في الحالات الخطير فيستطب عمل بزل للتامور pericardiocentesis، التغطية بالصادات الحيوية antibiotics واستخدام الستيروئيدات steroids والكولشيسين colchicine.
وتستطب الجراحة في بعض الحالات.

## التصنيف
الحاد مقابل المزمن
اعتمادا على الوقت ومدة العرض، يتم تقسيم التهاب التامور إلى «حاد» و«مزمن» الأشكال. التهاب التامور الحاد هو أكثر شيوعا من التهاب التامور المزمن، ويمكن أن يحدث نتيجة مضاعفات لالتهابات، وظروف مناعية، أو حتى نتيجة لنوبة قلبية (احتشاء عضلة القلب). التهاب التامور المزمن هو أقل شيوعاً.

## وصلات خارجية
- التهاب التامور من موقع عيادة كليفلاند بالإنجليزية
- التهاب التامور من موقع المكتبة الوطنية للطب (الولايات المتحدة) بالإنجليزية